# Wagony Graz nr 1–41 (tramwaje w Brnie)
Wagony Graz nr 1–41 – typ dwuosiowego tramwaju dwukierunkowego, wyprodukowanego dla przewoźnika Společnost brněnských elektrických pouličních drah przez przedsiębiorstwo Grazer Waggon- & Maschinen-Fabriks-Aktiengesellschaft vorm. Joh. Weitzer z siedzibą w Grazu. Tramwaje tej serii, wytwarzane w latach 1899–1900, rozpoczęły epokę tramwaju elektrycznego w Brnie. Oprócz wagonów silnikowych powstały również zbliżone do nich wyglądem doczepne.

## Konstrukcja
Brneńskie tramwaje Graz wyposażone zostały w otwarte platformy przy wejściach. Nadwozie było wykonane z drewna i wzmocnione siatką z profili ze stali walcowanej. Dolne części ścian bocznych obłożono drewnianymi belkami. Dach wraz z nadbudówką wykonano z desek pokrytych płótnem. Na nadbudówce umieszczono pałąkowy odbierak prądu, który w późniejszym czasie zastąpiono lirą. We wnętrzu, oddzielonym od platform przegrodami z przesuwanymi drzwiami, wzdłuż ścian bocznych umieszczono ławki. Nadwozie oparte było na dwuosiowym wózku o rozstawie osi 1800 mm, który w czasie I wojny światowej zmieniono na 2200 mm. Napęd stanowiły dwa silniki typu GE 58, połączone z osiami za pomocą przekładni. Regulację mocy zapewniały rezystory umieszczone pod podłogą. Zmianę prędkości umożliwiały nastawniki typu B 6-8 z dziewięcioma stopniami jazdy (w tym pięć dla szeregowego połączenia silników) i siedmioma stopniami hamowania hamulcami elektrodynamicznymi. Oświetlenie przedziału i zewnętrza składało się z szeregowo połączonych żarówek zasilanych napięciem o wartości 120 V. Na przedzie tramwaju umieszczono reflektor z lampą naftową, później zastąpioną elektryczną.

## Dostawy
W latach 1899–1900 wyprodukowano 41 wagonów tego typu.
| Państwo        | Miasto         | Lata dostaw    | Liczba | Numery taborowe | Uwagi                                 |       |
| -------------- | -------------- | -------------- | ------ | --------------- | ------------------------------------- | ----- |
| Austro-Węgry   | Brno           | 1899–1900      | 41     | 1–41            | wagony nr 1–7 przenumerowano na 42–48 | [ 3 ] |
| Łączna liczba: | Łączna liczba: | Łączna liczba: | 41     |                 |                                       |       |

## Eksploatacja

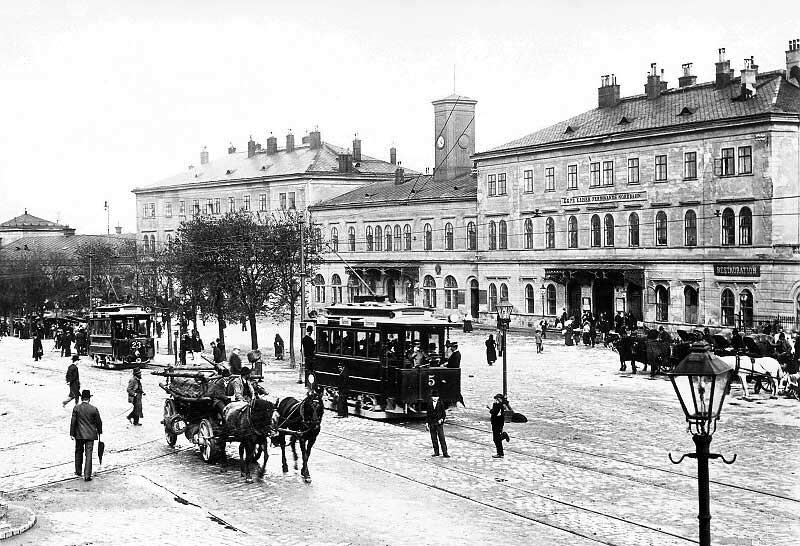
Tramwaje nr 5 i 23 przed brneńskim dworcem kolejowym w pierwszych latach XX w.

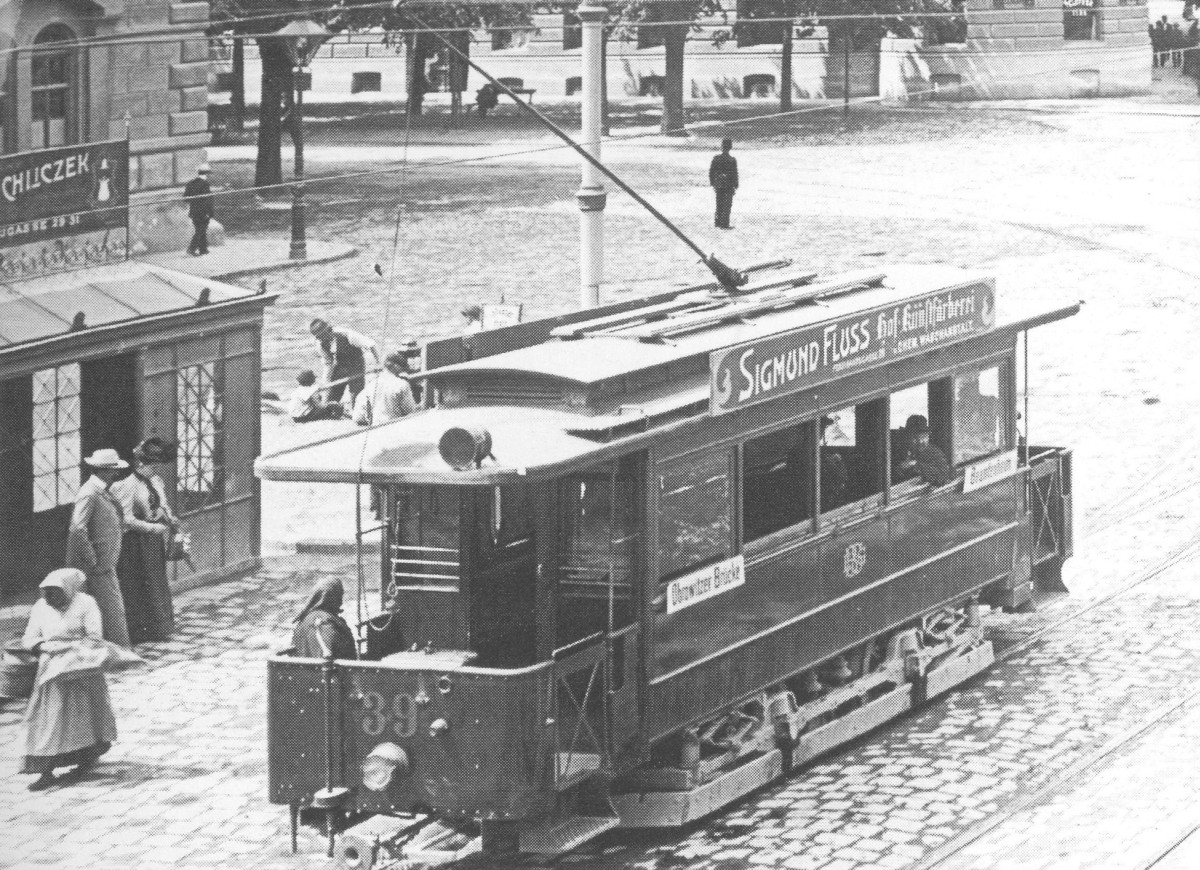
Tramwaj nr 39 na dzisiejszym placu Morawskim ok. roku 1905/1906

Tramwaje nr 1–41 wprowadzono do eksploatacji stopniowo. W 1900 r. kursowanie rozpoczęło pierwszych 27 wagonów, w następnym roku kolejnych 12. Ostatnie trzy egzemplarze wprowadzono do ruchu w 1903 r. W latach 1903–1904 zakupiono tramwaje nr 1–5 oraz 6–7 w zakładach Lederer & Porges w Královo Polu; z tego powodu siedem wagonów z Grazu przenumerowano na 42–48. W latach 1906–1910 tramwaje o numerach 8–48 otrzymały barwy biało-czerwone w miejsce dotychczasowych brązowych. Wagony przewoziły pasażerów do połowy lat 20. XX wieku, kiedy to ich wiek, niska pojemność oraz wysoka awaryjność spowodowały, że zaczęto je wycofywać z ruchu. Niektóre wycofane wagony przebudowano na techniczne.
Od roku 1930 w eksploatacji pozostawało 14 tramwajów tego typu. W 1935 r. trzy odstawione od dłuższego czasu egzemplarze sprzedano do Ołomuńca. W czasie II wojny światowej część odstawionych wagonów z powrotem zaczęło kursować, a w latach 1943–1944 i 1946 niektóre z nich przebudowano na doczepy. Po zakończeniu wojny w 1945 r. w ruchu pozostawało 9 tramwajów, które w 1950 r. otrzymały numerację z zakresu 4–12. Ostatnie tramwaje silnikowe przestały przewozić pasażerów w 1954 r. Dwa wagony sprzedano do Ołomuńca, jeden do Ostrawy. Tramwaje przebudowane na doczepy (nr 192–195) wycofano w latach 1957–1964.
Po 1945 r. dziewięć wagonów wykorzystywano w służbie technicznej; otrzymały one nowe numery 503–511. W 1954 r. dodano do nich kolejne trzy (nr 512–514). Część z nich wycofano do roku 1963, a pozostałych sześć pozostało w eksploatacji po wyżej wspomnianym roku, kiedy to wagony techniczne otrzymały nową numerację zaczynającą się od 800. Prawie wszystkie tramwaje o dawnych numerach 1–41 wycofano do roku 1967. Jako jedyna w eksploatacji pozostała szlifierka torowa nr 803. W 1969 r. zmieniono jej numer 4030. Szlifierka przestała pełnić swoją funkcję po dostawie nowej szlifierki Schörling.
Szlifierka torowa nr 4030 była ostatnim zachowanym tramwajem serii Graz. W 1971 r. przeszła ona generalny remont w warsztatach brneńskiego przewoźnika. W trakcie renowacji wagon otrzymał wygląd zbliżony do stanu z lat 1911–1930 (z wyjątkiem pantografu lirowego, zamontowanego w 1937 r.). Tramwaj z nowym numerem taborowym 10 został odkupiony przez brneńskie Muzeum Techniki i dołączony do kolekcji pojazdów komunikacji miejskiej.